# Koszmosz–1267
Koszmosz–1267 (oroszul: Космос–1267,) vagy TKSZ–2 automatikus vezérlésű, ember nélküli szovjet TKSZ típusú szállító űrhajó volt.

## Küldetés
Az Almaz katonai űrállomás kiszolgálására kifejlesztett TKSZ típusú katonai szállító űrhajó, melyet 20 tonna hasznos teher szállítására terveztek. Orbitális kabinja három szkafanderes űrhajós befogadására alkalmas. Az űreszközzel emberes repülést soha nem végeztek. Csak teherszállításra alkalmazták: üzemanyagot, élelmiszert, kutatási anyagokat és eszközöket szállított az űrállomásra.
Feladata volt az új dokkoló modul elhelyezése a Szaljut–6 űrállomáson, megteremtve egy későbbi moduláris űrállomás kialakítását. Az űrállomáson nem tartózkodott személyzet, így a kutatómunka automatikus módon, illetve földi parancsokra valósult meg. A Kozmosz–1267 programja hozzájárult a moduláris űrszerkezet teszteléséhez. Az automatikus összekapcsoló rendszer próbája sikeres volt. Az új, többször indítható rakétamotorok, rakéta fúvókák segítették a manővereket, amihez elegendő üzemanyagot tankoltak. A kísérleti komplexum energiaellátását a Kozmosz–1267 napelemtáblái biztosították. 1981 júliusában az űrhajó háromszemélyes Merkúr visszatérő modulja elvált és visszatért a Földre.

## Jellemzői
1981. április 25-én indították Bajkonuri űrrepülőtérről. A TKSZ űrhajó második repülése volt. 65 napos kutatási programjának (manőverek végzése) befejezése után, 1981. június 19-én sikeresen összekapcsolódott a Szaljut–6 űrállomással. 1982. május 26-án a kísérleti program befejeződött, a főegység Kazahsztán területén ért Földet.